# 區間

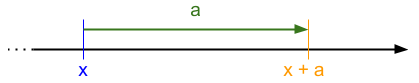
在圖中的數軸上，所有大于x和小于x+a的数组成了一个开区间。

區間（英語：interval）在數學上是指某個範圍的數的集合，或者更一般地是指某个范围的预序集元素的集合，一般以集合形式表示。

## 簡說
在初等代數，傳統上區間指一個集，包含在某兩個特定實數之間的所有實數，亦可能包含該兩個實數（或其中之一）。區間表示法是表示一個變數在某個區間內的方式。通用的區間表示法中，圓括號表示排除，方括號表示包括。例如，開區間{\displaystyle (10,20)}表示所有在{\displaystyle 10}和{\displaystyle 20}之間的實數，但不包括{\displaystyle 10}或{\displaystyle 20}。另一方面，閉區間{\displaystyle [10,20]}表示所有在{\displaystyle 10}和{\displaystyle 20}之間的實數，以及{\displaystyle 10}和{\displaystyle 20}。

## 定义

### 实区间
在赋予通常序的实数集{\displaystyle \mathbb {R} }里，以{\displaystyle a,b\in \mathbb {R} }为端点的开区间和闭区间分别是：
{\displaystyle (a,b)=\{x\in \mathbb {R} \colon a<x<b\}}
{\displaystyle [a,b]=\{x\in \mathbb {R} \colon a\leq x\leq b\}}
类似地，以{\displaystyle a,b}为端点的两个半开区间定义为：
{\displaystyle (a,b]=\{x\in \mathbb {R} \colon a<x\leq b\}}
{\displaystyle [a,b)=\{x\in \mathbb {R} \colon a\leq x<b\}}
在一些上下文中，两个端点要求满足{\displaystyle a<b}。这排除了{\displaystyle a=b}从而区间或是单元素集合或是空集的情形，也排除了{\displaystyle a>b}从而区间为空集的情形。
只有左端点{\displaystyle a}的开区间和半开区间分别如下。
{\displaystyle (a,\infty )=\{x\in \mathbb {R} \colon x>a\},}
{\displaystyle [a,\infty )=\{x\in \mathbb {R} \colon x\geq a\},}
只有右端点{\displaystyle b}的开区间和半开区间分别如下。
{\displaystyle (-\infty ,b)=\{x\in \mathbb {R} \colon x<b\},}
{\displaystyle (-\infty ,b]=\{x\in \mathbb {R} \colon x\leq b\},}
整个实数线等于没有端点的区间：
{\displaystyle (-\infty ,\infty )=\mathbb {R} }

### 偏序集或预序集中的区间
区间的概念在任何偏序集或者更一般地，在任何预序集中有定义。对于预序集{\displaystyle (X,\lesssim )}和两个元素{\displaystyle a,b\in X,}，我们可以类似定义:11, Definition 11
{\displaystyle (a,b)=\{x\in X\colon a<x<b\}}
{\displaystyle [a,b]=\{x\in X\colon a\lesssim x\lesssim b\}}
{\displaystyle (a,b]=\{x\in X\colon a<x\lesssim b\}}
{\displaystyle [a,b)=\{x\in X\colon a\lesssim x<b\}}
{\displaystyle (a,\infty )=\{x\in X\colon a<x\}}
{\displaystyle [a,\infty )=\{x\in X\colon a\lesssim x\}}
{\displaystyle (-\infty ,b)=\{x\in X\colon x<b\}}
{\displaystyle (-\infty ,b]=\{x\in X\colon x\lesssim b\}}
{\displaystyle (-\infty ,\infty )=X}
其中{\displaystyle x<y}意思是{\displaystyle x\lesssim y\not \lesssim x}。其实，只有一个端点或者没有端点的区间等同于更大的预序集
{\displaystyle {\bar {X}}=X\sqcup \{-\infty ,\infty \}}
{\displaystyle -\infty <x<\infty \qquad (\forall x\in X)}
上具有两个端点的区间，使得它是{\displaystyle X}的子集。当{\displaystyle X=\mathbb {R} }时，可以取{\displaystyle {\bar {\mathbb {R} }}}为扩展实数线。

### 序凸集和序凸分支
预序集{\displaystyle (X,\lesssim )}的子集{\displaystyle A\subseteq X}是序凸集，如果对于任意{\displaystyle x,y\in A}以及任意{\displaystyle x\lesssim z\lesssim y}有{\displaystyle z\in A}。与实区间的情形不同，预序集的序凸集不一定是区间。例如，在有理数的全序集{\displaystyle (\mathbb {Q} ,\leq )}中，
{\displaystyle \mathbb {Q} =\{x\in \mathbb {Q} \colon x^{2}<2\}}
是序凸集，但它不是{\displaystyle \mathbb {Q} }的区间，这是因为2的平方根在{\displaystyle \mathbb {Q} }中是不存在的。
设{\displaystyle (X,\lesssim )}是一个预序集，且{\displaystyle Y\subseteq X}。包含在{\displaystyle Y}中的{\displaystyle X}的序凸集关于包含关系构成偏序集。这个偏序集的极大元叫做{\displaystyle Y}的序凸分支。:Definition 5.1由佐恩引理，包含在{\displaystyle Y}中的{\displaystyle X}的任意序凸集包含于{\displaystyle Y}的一个序凸分支，然而这种序凸分支不一定是唯一的。在全序集中，这样的序凸分支确实唯一。也就是说，全序集的子集的序凸分支构成分划。

## 區間算術
區間算術又稱區間數學、區間分析、區間計算，在1950、60年代引進以作數值分析上計算捨去誤差的工具。
{\displaystyle T\times S=\{x\mid {}}屬於{\displaystyle T}的某些{\displaystyle y}，及屬於{\displaystyle S}的某些{\displaystyle z}，使得{\displaystyle x=y\times z\}}
區間算術的基本運算是，對於實數線上的子集{\displaystyle [a,b]}及{\displaystyle [c,d]}：
{\displaystyle [a,b]+[c,d]=[a+c,b+d]}
{\displaystyle [a,b]-[c,d]=[a-d,b-c]}
{\displaystyle [a,b]\times [c,d]=[\min\{ac,ad,bc,bd\},\max\{ac,ad,bc,bd\}]}
{\displaystyle {\frac {[a,b]}{[c,d]}}=\left[\min \left\{{\frac {a}{c}},{\frac {a}{d}},{\frac {b}{c}},{\frac {b}{d}}\right\},\max \left\{{\frac {a}{c}},{\frac {a}{d}},{\frac {b}{c}},{\frac {b}{d}}\right\}\right]}
被一個包含零的區間除，在基礎區間算術上無定義。
加法和乘法符合交換律、結合律和子分配律：集{\displaystyle X(Y+Z)}是{\displaystyle XY+XZ}的子集。

## 另一種寫法
在法国及其他一些欧洲国家，用{\displaystyle ][}代替{\displaystyle ()}來表示开区间，例如：
{\displaystyle \left]a,b\right[=\{x\mid a<x<b\}}
{\displaystyle \left[a,b\right]=\{x\mid a\leq x\leq b\}}
{\displaystyle \left[a,b\right[=\{x\mid a\leq x<b\}}
{\displaystyle \left]a,b\right]=\{x\mid a<x\leq b\}}
國際標準化組織編制的ISO 31-11也允許這種寫法。
另外，在小數點以逗號來表示的情況下，為免產生混淆，分隔兩數的逗號要用分號來代替，例如將{\displaystyle [1,2.3]}寫成{\displaystyle [1;2,\!3]}。若只把小數點寫成逗號，就會變成{\displaystyle [1,2,\!3]}，此時不易判斷究竟是{\displaystyle 1.2}與{\displaystyle 3}之間，還是{\displaystyle 1}與{\displaystyle 2.3}之間的閉區間。